# Kiletangen
Kiletangen (norwegisch für Keilzunge) ist eine schmale Gletscherzunge inmitten des Schelfeises an der Prinzessin-Ragnhild-Küste des ostantarktischen Königin-Maud-Lands.
Norwegische Kartografen, die sie auch benannten, kartierten sie anhand von Luftaufnahmen, die bei Lars-Christensen-Expedition 1936/37 entstanden.